# Эдит Английская
Эдит Английская или Эдгит (англ. Edith of England; 910 — 26 января 946) — германская королева, первая жена Оттона I Великого. Дочь короля Англии Эдуарда Старшего и его второй жены Эльфледы Уэссекской.

## Биография
Английский король Этельстан отправил двух своих сестер в Германию, чтобы Оттон мог выбрать себе жену. Оттон выбрал Эдит и женился на ней в 929 году. Что касается второй сестры, некоторые исследователи полагают, что это была Огива Уэссекская, впоследствии вышедшая за короля Франции Карла III Простоватого.
Эдит была привержена культу святого Освальда и распространила его в Германии. Эдит поддерживала мать короля Матильду Вестфальскую (будущую святую Матильду) в её богоугодной деятельности.
Эдит была похоронена в монастыре Святого Маврикия в Магдебурге, на территории которого был в XIII веке построен собор. О месте нахождения гробницы Эдит было известно до 1510 года, но потом она была утеряна. Вновь открыта и идентифицирована она была в 2008—2009 годах.

## Семья
В браке с Оттоном I у Эдит было двое детей:
- Лиутгарда (931—953), жена c 947 года герцога Лотарингии Конрада Рыжего.
- Людольф (930—957), герцог Швабии.

## Захоронение
Первоначально Эдит была похоронена в монастыре Святого Мориса, позже, в XVI веке гробница была перенесена в Магдебургский собор. Долгое время считавшийся кенотафом, свинцовый гроб внутри каменного саркофага с её именем был найден и открыт в 2008 году археологами во время работ над зданием. Надпись гласила, что это было тело Эдит, перезахороненное в 1510 году. Фрагментированные и неполные кости были исследованы в 2009 году, а затем доставлены в Бристоль, Англия, для тестирования в 2010 году.
Исследования в Бристоле с применением изотопных анализов зубной эмали проверили, родилась ли она и выросла в Уэссексе и Мерсии, как указывала письменная история Анализ костей и эмали зубов на её верхней челюсти показал, что это действительно останки Эдит. Проверка эмали показала, что человек, погребенный в Магдебурге, в юности провел время на меловых возвышенностях Уэссекса. Кости являются старейшими найденными останками члена английской королевской семьи.
После испытаний кости были перезахоронены в новом титановом гробу в её гробнице в Магдебургском соборе 22 октября 2010 года.